# サニーメイズ
株式会社サニーメイズは、静岡県静岡市清水区に本社を置くトウモロコシ製品の製造メーカーである。

## 沿革
- 1943年（昭和18年）- 合同酒精旭川工場でトウモロコシを原料として、高オクタン価の航空燃料の製造に成功する。
- 1945年（昭和20年）- 終戦を迎え、合同酒精旭川工場はトウモロコシを使用したアルコール製造工場となった。
- 1965年（昭和40年）- 合同酒精清水工場内に小規模のコーングリッツ製造工場を設置。
- 1968年（昭和43年）- ビューラー社にプラントを依頼し、原料処理能力は150トン/日に飛躍的に向上。本格ドライミリング工場として世界的に有数な工場となった。サニーメイズを設立し、本社を東京丸の内に構える。資本金9,000万円は合同酒精株式会社（現オエノンホールディングス株式会社）、日本食品化工株式会社、三菱商事株式会社の共同出資。
- 1972年（昭和47年）- 新鋭機械を多数導入し、原料処理能力を増強し、200トン/日へ増強。
- 1973年（昭和48年）- ドライミリング事業は合同酒精から移管された。
- 1974年（昭和49年）- 資本金が1億2,000万円に増資。
- 1980年（昭和55年）- 原料処理能力が230トン/日へ増強。
- 1992年（平成4年）- 原料処理能力が1日400トンへ増強。
- 1996年（平成8年）3月 - 本社を東京丸の内から銀座へ移転。
- 1998年（平成10年）3月 - 本社を東京銀座から旧清水市へ移転。
- 2000年（平成12年）- 分別生産流通管理（IPハンドリング）を開始。
- 2003年（平成15年）- 原料処理能力が1日240トンへ減少。

## 生産拠点
- 清水工場 - 静岡市清水区

## 関連会社
- オエノンホールディングス
- 日本食品化工
- 三菱商事